# Re'uven Feldman
Re'uven Feldman (hebrejsky: ראובן פלדמן, žil 29. prosince 1899 – 7. dubna 1990) byl sionistický aktivista, izraelský politik a poslanec Knesetu za stranu Mapaj.

## Biografie
Narodil se v Krakově v tehdejším Rakousku-Uhersku (dnes Polsko). Studoval na ješivách a na Institutu pro obchodní a ekonomická studia v Krakově. Získal osvědčení pro výkon profese rabína. Roku 1933 přesídlil do dnešního Izraele.

## Politická dráha
Byl aktivní v sionistických organizacích ha-Po'el ha-ca'ir a Ce'irej Cijon. V Krakově předsedal sdružení Tarbut. Po přesídlení do dnešního Izraele předsedal Asociaci přistěhovalců z Krakova. V roce 1933 vedl Asociaci drobných obchodníků. Byl generálním tajemníkem Národního výboru obchodníků a v roce 1951 generálním tajemníkem Svazu izraelských obchodníků.
V izraelském parlamentu zasedl poprvé po volbách v roce 1951, kdy kandidoval za Mapaj. Byl členem parlamentního výboru pro ekonomické záležitosti a výboru House Committee.